# Beasts of No Nation (roman)
Beasts of No Nation este un roman din 2005 al autorului nigeriano-american Uzodinma Iweala, numit după albumul muzical al lui Fela Kuti din 1989. Cartea a câștigat în 2005 premiul pentru debut în ficțiune Art Seidenbaum Award for First Fiction și a fost adaptată într-un film în 2015 de către regizorul american Cary Joji Fukunaga.
Romanul descrie călătoria unui băiat pe nume Agu, care este forțat să se alăture unui grup de soldați într-o țară neidentificată din Africa de Vest. Agu se teme de prezența comandantului și de bărbații brutali din jurul său, iar copilăria lui este spulberată de atrocitățile războiului ce se desfășoară în țara sa. El experimentează emoții contradictorii de repulsie și fascinație totodată pentru mecanismele războiului. Autorul nu ezită să folosească detalii explicite, viscerale și realizează un portret complex al soldatului copil Agu. În carte nu există niciun indiciu despre țara în care se petrece acțiunea, numele ei nu este precizat. Remarcabil la această carte este modul în care autorul construiește o narațiune la persoana întâi deosebit de imersivă și abundentă în discuții conflictuale.
Tema copiilor soldați are la bază teza de la Harvard a lui Iweala. Acesta, spre deosebire de alți autori care au scris pe această temă, nu a trăit niciodată evenimentele relatate în romanul său.

## Rezumat
Romanul este povestea unui băiat din Africa de Vest pe nume Agu, obligat să devină copil soldat. Când în micul lor sat izbucnește războiul, tatăl lui Agu reușește să le ducă în siguranță pe mama și sora lui Agu, la forțele de pace ONU, însă el și Agu sunt nevoiți să rămână în sat și să lupte alături de ceilalți bărbați. Când soldații atacă satul, oamenii își dau seama că, indiferent dacă se ascund sau nu, tot vor fi uciși, așa că lansează un atac. Agu, îndemnat de tatăl său, fuge pentru a scăpa cu viață, iar tatăl este împușcat.
Băiatul se ascunde, dar este găsit în curând de soldați, care îl constrâng să se alăture forței lor rebele. Aici, în tabăra lor, Agu este inițiat printr-un ritual sângeros, în cadre ucide cu maceta un om nevinovat.
Pe măsură ce Agu se vede forțat să-și lase copilăria în urmă, își amintește despre trecut: familia lui, dragostea pentru lectură și școală, visul lui de a deveni un medic important și cum obișnuia să citească din Biblie în fiecare zi. Își amintește cum se juca de-a războiul cu prietenii, dar războiul de acum nu mai este același. Se teme că Dumnezeu îl urăște pentru că i-a ucis pe alții, dar în scurt timp își impune să creadă că asta vrea Dumnezeu, pentru că „el este soldat și asta fac soldații în război”. Se împrietenește cu Strika, un băiat care nu vorbește și cei doi se confruntă împreună cu ororile războiului: jaf, viol, foame și moarte.
Tot mai mult, Agu se afundă în violență și consum de droguri, pierde noțiunea timpului, mai știe doar că a fost un copil înainte de război, dar a devenit bărbat în mod brutal și ireversibil. El vrea să se oprească și să nu mai omoare pe nimeni, dar se teme că, în acest fel, Comandantul îl va ucide. Fiind război, Agu și ceilalți soldați au foarte puțin de mâncare, așa că mănâncă ce pot: șobolani, animale mici, capre și, uneori, alți oameni. Mâncarea nu este gătită suficient de teamă că alții vor vedea focul și le vor găsi ascunzătoarea, iar apa conține fecale umane. Agu și alți copii din batalion sunt violați de Comandant în schimbul unor mici recompense. Deși Agu urăște ce i se întâmplă, nu opune rezistență, tot de teamă că va fi ucis de Comandant.
În final, Comandantul își duce batalionul în satul lui natal, unde merg cu toții la un bordel. Aici, secundul comandantului, locotenentul său, este înjunghiat de o prostituată. Comandantul pretinde că el era, de fapt, ținta atacului. Locotenentul mort este înlocuit de Rambo, un soldat numit astfel din cauza cruzimii și poftei de sânge care îl controlează.
Rambo organizează o revoltă împotriva Comandantului atunci când toți rămăseseră fără provizii și situația era critică. Comandantul este ucis. Înfometat și epuizat, Agu se alătură soldaților împrăștiați și încearcă să găsească drumul spre casă. Strika moare, iar Agu își părăsește în cele din urmă colegii soldați.
După o vreme, ajunge la un spital misionar condus de un predicator și o femeie albă, Amy. Agu primește haine noi, mâncare pe săturate și odihna de care avea nevoie pentru a-și recăpăta sănătatea și puterea. Cu toate acestea, după ce a trecut printr-un război de gherilă sângeros, Biblia nu mai are niciun sens pentru el. Amy îl încurajează să se elibereze de povara conștiinței încărcate și să spună tot ce îl chinuie. Agu îi spune că și-ar dori să fie medic și să salveze vieți pentru a-și răscumpăra păcatele. Băiatul recunoaște că este un diavol, dar spune că mama lui îl iubește.

## Receptare critică
Potrivit articolului scris de Ali Smith pentru The Guardian, romanul este șocant de viu încă de la primul paragraf. Acest amestec unic de viteză, inocență, subtilități senzuale și mici nuanțe bestiale debutează timid, însă evoluția pe parcursul romanului este uimitoare. Constituie o lucrare „apocaliptică”. Imagini atent controlate reprezentând inutilitatea sacrificiului, oamenii murind de foame, în timp ce sângele este împroșcat peste tot se împletesc cu imagini ale soldaților care variază de la mândria de războinic la degradarea sexuală. Agu reflectează, la un moment dat, asupra semnificației dansului de războinic, așa cum îl știa din satul lui, câtă onoare și cinste aducea acelui războinic în ochii oamenilor din sat, în contrast cu ce înseamnă acum să fii atât de mic și insignifiant încât greutatea armei să te doboare. Autorul articolului conchide, în final, că întreaga lucrare transmite o dorință copleșitoare de a deplânge ce s-a pierdut.
Drama romanului constă în tranziția lui Agu de la martor fără voie la un entuziast participant în acest haos. Caracterizarea acută, amestecul de culori și opacitate și oribila forță emoțională a narațiunii sunt impresionante. Încă și mai impresionantă este capacitatea lui Iweala de a menține nu doar compasiunea, ci și atașamentul citiroului față de personajul principal.
Tema copiilor înrolați cu forța în armată este înduioșătoare. Prin acest roman al său de debut, la numai 23 de ani, Iweala, autor american de origine nigeriană, narează călătoria unui copil soldat în iad.
Acest roman este, în primul rând, povestea lui Agu, un băiat trezit brusc din copliărie pentru a face față unei lumi brutale, care nu are nicio legătură cu tot ce a cunoscut până atunci. Relația de prietenie dintre Agu și Strika este emoționantă, deși ar fi fost necesare mai multe detalii. Este o prietenie neobișnuită, construită într-un mediu ostil, aparent singurul punct comun al celor doi fiind vârsta. Înconjurați de „bestii” și oameni periculoși, cei doi prieteni sunt slabi și singuri după ce sunt aruncați mult prea tineri în război.

## Adaptare cinematografică
Regizorul Cary Joji Fukunaga a realizat o adaptare cinematografică a romanului, cu Abraham Attah în rolul lui Agu și Idris Elba în rolul Comandantului. Filmul este o producție internațională, filmată în locații din junglele Ghanei. A avut premiera pe Netflix pe 16 octombrie 2015.